# Pentlandit
Pentlandit kallades förr järnnickelkis och är ett bronsgult, metallglänsande, icke-magnetiskt sulfidmineral. Det innehåller järn, nickel (ungefär lika mycket) samt något (0,4–2,5 %) kobolt.[källa behövs]
Pentlandit finns oftast i basiska eller ultrabasiska intrusiv och oftast hittar man den innesluten i sulfidmineralet magnetkis (pyrhottit).
Pentlandit bryts i gruvor för sitt nickelinnehåll. I Sverige har pentlandit påträffats bland annat i Lainijaur, Los (västra Hälsingland), Slättberg, Kuså, Gaddbo och Glavagruvan.[källa behövs]